# Fredericton International Airport
Fredericton International Airport (franska: Aéroport international de Fredericton) är en flygplats i Kanada.   Den ligger i countyt Sunbury County och provinsen New Brunswick, i den sydöstra delen av landet, 700 km öster om huvudstaden Ottawa. Fredericton International Airport ligger 20 meter över havet.
Terrängen runt Fredericton International Airport är platt. Närmaste större samhälle är Fredericton, 13,3 km nordväst om Fredericton International Airport. 
I omgivningarna runt Fredericton International Airport växer i huvudsak blandskog. Runt Fredericton International Airport är det ganska tätbefolkat, med 120 invånare per kvadratkilometer.